# Hugo Schwab
Hugo Schwab (n. 1887, Reghin, Mureș, România – d. 24 august 1944, Humulești, Neamț, România) a fost un general român, care a luptat în cel de-al Doilea Război Mondial de partea forțelor armate germane (Wehrmacht), în cadrul alianței dintre România condusă de Ion Antonescu și Germania nazistă.
În timpul Primului Război Mondial, Schwab a căzut prizonier la ruși, pe frontul din Galiția, în noiembrie 1914, ca ofițer al armatei austro-ungare. După patru ani de prizonierat, în anul 1918, s-a reîntors în Transilvania cu trenul prizonierilor de război austro-ungari ce se repatriau din Rusia după pacea de la Brest-Litowsk. La sfârșitul primului război, Hugo Schwab era căpitan în rezervă, dar în 1919 a fost reintegrat, la cerere, în armata română. Până în 1921 s-a aflat în garnizoana Târgu-Mureș. Ulterior, a comandat diferite subunități și unități la Turda și Alba-Iulia, iar în 1931 - timp de un an - s-a aflat în cadrul corpului de comandă și stat major al Regimentului de infanterie nr. 82 din Târgu-Mureș. Colonel în 1928, Hugo Schwab a fost avansat la gradul de general de brigadă în 1935, iar câteva luni mai târziu a fost avansat din nou, la gradul de general de divizie. În anul 1941 a participat la campania din Rusia cu Divizia 9 infanterie. 
A fost înaintat în 31 martie 1938 la gradul de general de brigadă și în 24 ianuarie 1942 la gradul de general de divizie.
Pe data de 24 august 1944, la o zi după întoarcerea armelor împotriva Germaniei și trecerea armatei române de partea aliaților, Hugo Schwab se afla la comanda Corpului 7 Munte al cărui punct de comandă se afla la Mănăstirea Văratec. Conștient de faptul că datorită originii sale germane va fi luat prizonier de ruși - ulterior, s-a aflat că era trecut de ruși pe lista criminalilor de război - generalul a preferat să se sinucidă.
A îndeplinit funcția de comandant al Corpului 7 Armată. S-a sinucis la data de 24 august 1944 la Humulești, pentru a nu fi capturat de Armata Sovietică.
Generalul Hugo Schwab este înmormântat la Mănăstirea Agapia, în Moldova, iar mormântul său poartă o cruce ortodoxă de lemn pe care scrie: “Eroul general Hugo Schwab, mort la 24.08.1944″.

## Decorații
- Ordinul „Coroana României” în gradul de Comandor (8 iunie 1940)[6]

## Legături externe
- Destinul tragic al generalului român care a luptat în Crimeea | GALERIE FOTO, 22 martie 2014, Silvana Chiujdea, Evenimentul zilei